# گمینا واگانگتس
گمینا واگانگتس (به لهستانی:  Gmina Waganiec) یک گمینا در لهستان است که در شهرستان آلکساندروف واقع شده‌است. گمینا واگانگتس ۵۴٫۵۶ کیلومتر مربع مساحت و ۴٬۴۰۰ نفر جمعیت دارد.